# Moby Group
Die Moby Group (dt. „Moby-Gruppe“) ist ein 2002 von Saad Mohseni in Kabul, Afghanistans gegründetes Medienunternehmen und war bei seiner Gründung das erste private Medienunternehmen im Post-Taliban-Afghanistan.

## Geschichte
Der aus dem australischen Exil stammende Bankmitarbeiter Saad Mohseni gründete in Kabul mit seinen zwei Brüdern den ersten privaten Radiosender des Landes: Arman FM. 2004 folgte der Fernsehsender Tolo TV, der heute einen Marktanteil von über 50 Prozent erreicht. Gut die Hälfte des für die Firmengründung benötigten Kapitals stammte aus einem 230.000 Dollar-Kredit der US-Regierungsstelle – der United States Agency for International Development (USAID).
Erste Erfolge verzeichnete man 2004 mit der Satire-Sendung Zang e Khatar (Alarmglocke), in der Witze über Regierungsversagen und Parlamentsabgeordnete im Parlament gemacht wurde und die politische Satire in Afghanistan salonfähig machte. Die erfolgreichste Show von Tolo TV war Afghan Star, die afghanische Version von Deutschland sucht den Superstar. Bis zu zwölf Millionen Zuschauer, über ein Drittel der Bevölkerung, sahen im Schnitt diese Sendungen.

### Unternehmen
Zur Moby-Gruppe gehören Radio- und Fernsehstationen wie Tolo TV oder Farsi1, eine Werbeagentur und Produktionsgesellschaften wie Kaboora und Barbud.
Das Unternehmen ist in folgende drei Sparten gegliedert:
- Moby Media Group
- Moby Technology Group
- Moby People Group